# Statistics Canada
Statistics Canada (afgekort StatCan of StatsCan; Frans: Statistique Canada) is een Canadees federaal overheidsagentschap dat bevoegd is om statistieken over de bevolking, grondstoffen, economie en maatschappij van Canada te maken. Het agentschap, opgericht in 1971 ter vervanging van het Dominion Bureau of Statistics uit 1918, heeft haar hoofdzetel in Ottawa. Het staat onder de leiding van de Chief Statistician.
Het agentschap onderneemt elke vijf jaar een volkstelling (in het eerste en zesde jaar van ieder decennium), waarvan de formulieren verplicht in ieder huishouden ingevuld moeten worden. Sinds 2006 wordt de census grotendeels over het internet afgenomen. Naast de volkstelling neemt het agentschap zo'n 350 verschillende enquêtes af.